# JFE控股
JFE控股（亦譯為傑富意控股）是日本一家鋼鐵公司，在2002年由日本鋼管和川崎製鐵共同組成。其主要业务是钢材生产，旗下事業也橫跨建築、化工等其他領域。其集團名稱為「Japan」（日本）、「Fe」（鋼鐵的元素符號）、「Engineering」（工程）三個英文字母的簡稱，同時有「代表日本未來志向的企業」（Japan Future Enterprise）的含意。

## 沿革
- 1912年6月8日，日本鋼管株式會社（簡稱NKK）創立。
- 1950年8月7日，川崎製鐵株式会社（簡稱川鐵）創立。
- 2001年12月21日，兩家鋼鐵公司簽署統合意向書，組成JFE集團。
- 2002年9月26日，川崎製鐵與日本鋼管共同成立JFE控股，成為JFE集團的母公司。
- 2003年4月1日，JFE集團進行旗下企業分拆，其中川崎製鐵改名為JFE鋼鐵（負責鋼鐵事業）、NKK改名為JFE工程（負責工程事業）。
- 2012年3月27日，與台灣義联集團就「可行性研究」的實施簽署意向書。雙方將就粗鋼年產量350萬公噸高爐廠，將攜手開發越南煉鋼廠，預計在2016年投入生產。[3]
- 2017年5月29日，與台灣的台塑集團、中國鋼鐵合資在越南河靜省興建的台塑河靜鋼鐵一號高爐正式點火，30日產出第一批鐵水[4]。

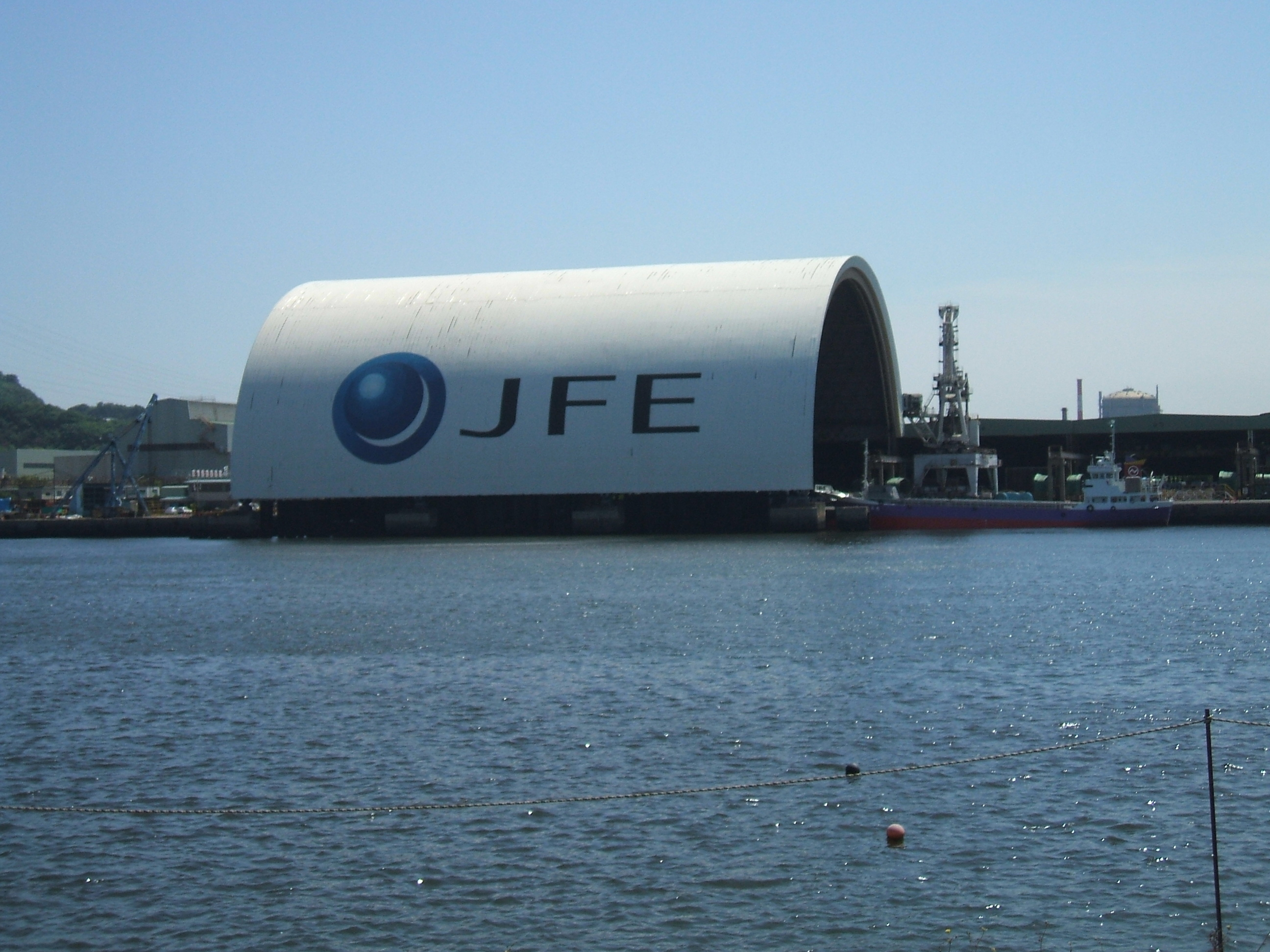
旗下西日本製鐵
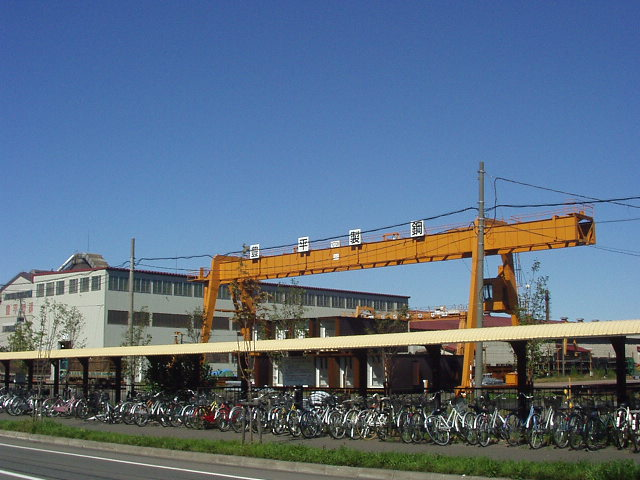
旗下的豐平製鋼
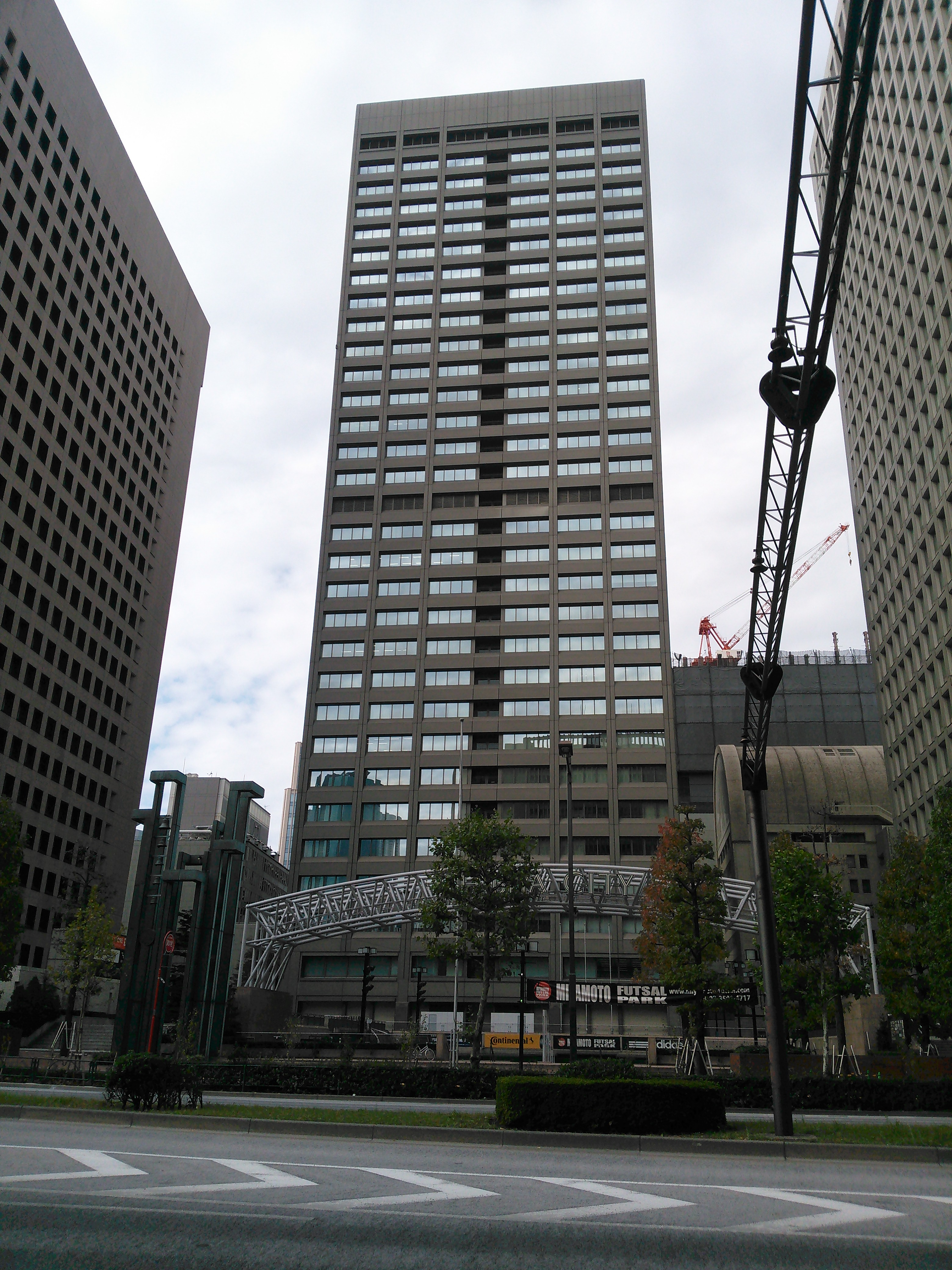
東京總部
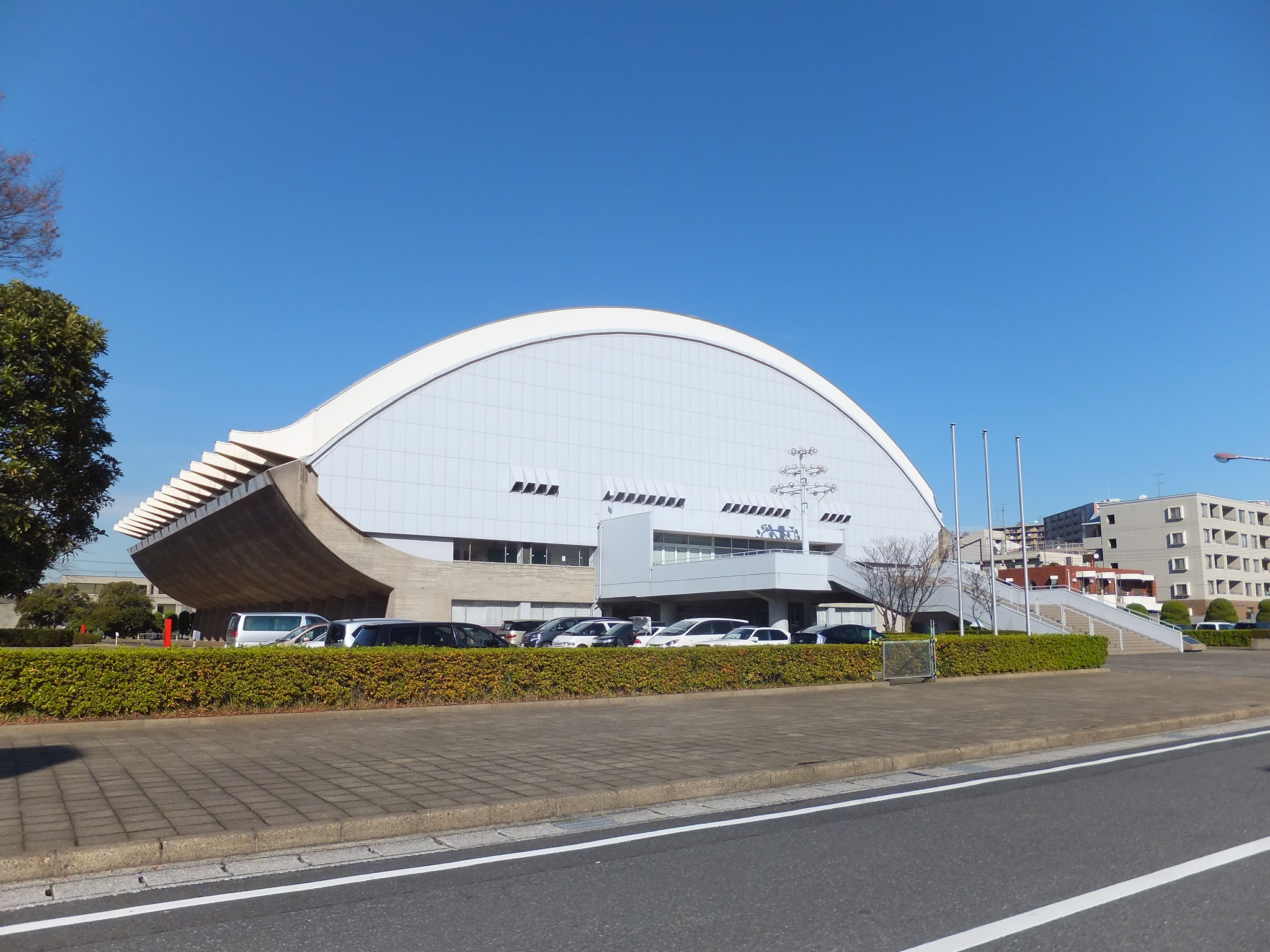
JFE體育館(千葉市)

## 歷任社長
1. 下垣内洋一 - 2002年9月上任，2005年4月退任。(與會長為共同經營者)
2. 數土文夫 - 2005年4月上任，2010年4月退任。
3. 馬田一 - 2010年4月上任 至今。

## 歷任會長
1. 江本寛治 - 2002年9月上任，2005年4月退任。(與社長為共同經營者)

## 外部連結
- JFE控股 （页面存档备份，存于）